# Villa paniscoides
Villa paniscoides är en tvåvingeart som beskrevs av Mario Bezzi 1912. Villa paniscoides ingår i släktet Villa och familjen svävflugor. Inga underarter finns listade i Catalogue of Life.